# Phalaenopsis borneensis
Phalaenopsis borneensis (возможное русское название: Фаленопсис борнейский) — моноподиальное эпифитное травянистое растение семейства Орхидные.
Вид не имеет устоявшегося русского названия, в русскоязычных источниках обычно используется научное название Phalaenopsis borneensis.
По мнению некоторых авторов является синонимом Phalaenopsis cornu-cervi
Английское название — The Borneo Phalaenopsis.

## Биологическое описание
Некрупный моноподиальный эпифит с укороченным стеблем. Phalaenopsis borneensis часто путают с Phalaenopsis pantherina и Phalaenopsis cornu-cervi. Отличается деталями строения цветка.
Листья продолговатые до 30 см длиной и 3-4 см шириной.
Корни длинные, мясистые, толщиной 3-4 мм.
Цветки около 3,5 см в диаметре, без запаха, живут 20-25 дней. Цветки открываются последовательно, желто-зелёные с коричневыми полосками и пятнами, губа широкая с белым пятном на конце.
Цветоносы многолетние, длиннее листьев, прямостоячие или поникающие, ветвящиеся.
Сезон цветения: лето — начало осени.

## История описания
Вид назван в честь своей родины — остров Калимантан.
Как самостоятельный вид был описан лишь в 1995 году, а до этого считался то крупноцветковой формой Phalaenopsis cornu-cervi, то Phalaenopsis pantherina, либо их естественным гибридом. Систематическое положение спорное. Был описан по растениям попавшим в Европу с поставками других видов орхидей из Калимантана без точной географической локализации.

## Ареал, экологические особенности
Эндемик Калимантана. 

Сезонные температурные колебания в местах естественного произрастания Калимантана, (Лабуан) отсутствуют. Круглый год средняя дневная температура около +30 °C, средняя ночная +24°С

С января по март выпадает небольшое количество осадков: 100—150 мм, с апреля по декабрь от 300 до 470 мм. Самое дождливое время осенью с сентября по ноябрь включительно.

## В культуре
В культуре редок.
Температурная группа — теплая. Часто цветёт на старых цветоносах, удлиняя их после цветения и дополнительно давая деток, которые со временем тоже начинают цвести. Поэтому обрезать старые цветоносы не следует.
Дополнительная информация о агротехнике в статье Фаленопсис.